# Josef Groll
Josef Groll (Vilshofen, 21 de agosto de 1813-22 de octubre de 1887) fue un alemán de Baviera de profesión cervecero conocido por la invención de la cerveza de tipo Pilsener.